# Фантастичне звери: Гринделвалдови злочини
Фантастичне звери: Гринделвалдови злочини (енгл. Fantastic Beasts: The Crimes of Grindelwald) је британско-амерички фантастични филм из 2018. године, редитеља Дејвида Јејтса, а по сценарију Џ. К. Роулинг. Снимљен у британско-америчкој продукцији, наставак је филма Фантастичне звери и где их наћи (2016), као и десети филм у франшизи Чаробњачки свет, која је почела са Хари Потер филмовима. У главним улогама су Еди Редмејн, Кетрин Вотерстон, Ден Фоглер, Алисон Судол, Езра Милер, Џони Деп, Џуд Ло, Зои Кравиц и Калум Тарнер. Радња прати Њута Скамандера и Албуса Дамблдора који покушавају да поразе мрачног чаробњака Гелерта Гринделвалда, док се истовремено суочавају са новим претњама у све више подељеном чаробњачком свету.
Наставак филма Фантастичне звери је најављен у октобру 2014, док је у јулу 2016. Роулингова потврдила да је завршила сценарио. Деп је добио улогу Гринделвалда у новембру 2016, што је изазвало одређене контроверзе због оптужби за насиље у породици које су недавно изнете против њега. Ло се придружио пројекту у априлу 2017, а снимање је почело у јулу исте године у Енглеској. Филм је такође сниман у Лондону, Швајцарској и Паризу, а снимање је завршено у децембру 2017. године.
Филм је премијерно приказан 8. новембра 2018. у Паризу, док је широм света реализован 16. новембра исте године. Зарадио је преко 654 милиона долара широм света, тиме постајући десети најуспешнији филм из 2018. године, али и најнеуспешнији филм из серијала. Добио је помешане критике од стране критичара, који су похвалили режију и глуму, али су критиковали „беспотребно компликовану радњу са малим улогом”, као и преоптерећеност детаљима који постављају будуће наставке. Филм је номинован за две награде БАФТА, у категоријама за најбољу сценографију и најбоље визуелне ефекте. Наставак, Фантастичне звери: Тајне Дамблдора, премијерно је приказан 2022. године.

## Радња
Године 1927, Магијски конгрес Сједињених Америчких Држава (МАКСАД) пребацује мрачног чаробњака Гелерта Гринделвалда у Европу где га чека суђење, али Гринделвалд бежи. Три месеца касније у Лондону, Њут Скамандер посећује Министарство магије како би изразио жалбу на своју међународну забрану путовања, и тамо налети на Литу Лестрејнџ, своју пријатељицу са Хогвортса и вереницу свог брата аурора, Тезеја. Министарство се слаже да одобри Њутов захтев, уколико он помогне Тезеју да пронађе Криденса Голокоста у Паризу, али Њут одбија након што је сазнао да мора да ради са немилосрдним ловцем на главе Гунаром Гримсоном. Албус Дамблдор тражи од Њута да спаси Криденса од Гринделвалда и Министарства, верујући да је Криденс заправо Литин давно изгубљени полубрат, Корвус Лестрејнџ V.
Њуту у посету долазе његови амерички пријатељи Квини Голдстин и нормалац, Џејкоб Ковалски, коме су се повратила сећања избрисана претходне године. Њут је разочаран сазнањем да се Квинина сестра, Тина Голдстин, виђа са неким након што је грешком поверовала да су Њут и Лита верени. Из Џејкобовог чудног понашања закључује да га је Квини зачарала како би напустили Америку и заобишли МАКСАД-ову забрану брака између чаробњака и нормалаца. Након што Њут прекине ту чаролију, Џејкоб одбија да се ожени Квини, плашећи се последица које би она претрпела. Квини одлази да пронађе Тину, која тражи Криденса у Паризу, а Њут и Џејкоб крећу за њом.
У Паризу, Криденс бежи из циркуска заједно са заточеном извођачицом Нагини. Трагајући за Криденсовом правом мајком, они проналазе служавку, полу-вилењакињу, Ирму Дугард, која га је донела у Америку на усвајање. Гримсон, за кога је откривено да је следбеник Гринделвалда, убија Ирму. Тина упознаје Јусуфа Каму, који такође лови Криденса. Њут и Џејкоб прате Јусуфа до Тине, а налазе је као таоца. Јусуф их такође затвара, објашњавајући да је дао Нераскидиви завет да ће убити свог полубрата, за којег верује да је Криденс. У немогућности да пронађе Тину, избезумљена Квини је доведена Гринделвалду; знајући за Квинине способности читања мисли, он јој дозвољава да оде док манипулише њоме да му се придружи кроз њену жељу да се уда за Џејкоба.
Њут и Тина се инфилтрирају у француско Министарство магије како би пронашли документе који потврђују Криденсов идентитет, али Лита и Тезеј их откривају; Тина и Њут се мире након што јој он објасни да никада није био верен за Литу. Њихова потрага води их до породичне гробнице Лестрејнџових, где проналазе Јусуфа, који открива да извршава захтев свог оца Мустафе да се освети својој мајци Лорени: њу је киднаповао Корвус Лестрејнџ IV користећи контролишућу клетву и она је умрла родивши Литу, Јусуфову полусестру. Лита открива да је ненамерно проузроковала смрт Корвуса V: пловећи у Америку, Лита, не могавши да издржи његов непрестани плач, заменила је свог млађег брата са другим бебом, Криденсом; брод је потонуо, а Корвус се удавио.
Група прати траг до митинга за Гринделвалдове следбенике, где је Квини међу присутнима, а Џејкоб је тражи. Гринделвалд им приказује слике будућег глобалног рата и супротставља се законима који им забрањују да спрече такву трагедију. Док су Тезеј и аурори окруживали скуп, Гринделвалд подстиче своје следбенике да шире његову поруку широм Европе, и призива прстен плаве ватре који убија ауроре који се повлаче и који само његови највернији следбеници могу безбедно да пређу. Квини и Криденс прелазе ватру, док се Лита жртвује како би остали могли да побегну. Како Гринделвалд и његови следбеници одлазе, преостали чаробњаци и бесмртни алхемичар Николас Фламел гасе ватру. Њут одлучује да се придружи борби против Гринделвалда.
На Хогвортсу, Њут даје Дамблдору бочицу украдену од Гринделвалда, која садржи крвни пакт Гринделвалда и Дамблдора склопљеног у њиховој младости који спречава њихов међусобни двобој; Дамблдор верује да он може бити уништен. У Нурменгарду, својој аустријској бази, Гринделвалд даје Криденсу чаробни штапић и открива Криденсов прави идентитет: Аурелијус Дамблдор, Албусов давно изгубљени брат. Гринделвалд обавештава Аурелијуса/Криденса да се феникс указује било којем Дамблдору коме је потребан.

## Улоге
| Глумац             | Улога              |
| ------------------ | ------------------ |
| Еди Редмејн        | Њут Скамандер      |
| Кетрин Вотерстон   | Тина Голдстин      |
| Ден Фоглер         | Џејкоб Ковалски    |
| Алисон Судол       | Квини Голдстин     |
| Езра Милер         | Криденс Голокост   |
| Џони Деп           | Гелерт Гринделвалд |
| Џуд Ло             | Албус Дамблдор     |
| Кармен Еџогон      | Серафина Пикери    |
| Зои Кравиц         | Лита Лестрејнџ     |
| Калум Тарнер       | Тезеј Скамандер    |
| Бронтис Ходоровски | Николас Фламел     |
| Клаудија Ким       | Нагини             |
| Фиона Гласкот      | Минерва Мекгонагал |
| Вилијам Надилам    | Јусуф Кама         |